# 加藤庸子
加藤 庸子（かとう ようこ、1952年 - ）は、日本の脳神経外科医。脳動脈瘤の破裂を防ぐ「クリッピング術」のスペシャリストとして知られる。

## 来歴
1952年、愛知県生まれ。開業医（心臓外科）の父と大学教員の母親のもとに育つ。1978年、愛知医科大学医学部卒業、1981年、中華人民共和国蘇州医学院付属第一病院脳神経外科留学、1986年、オーストリア・グラーツ大学留学。2006年、藤田保健衛生大学医学部で日本初の脳神経外科の女性教授となる。2010年、藤田保健衛生大学病院総合救命救急センター・センター長。2012年、日本脳神経外科学会で初の女性理事に選出。女性医師の結婚・出産後のキャリア継続を目指し、日本脳神経外科女医会を発足させるなど、後進の育成に尽力する。
2014年、藤田保健衛生大学坂文種報徳會病院に勤務地を移し、脳血管ストロークセンター長。2016年、藤田医科大学ばんたね病院院長補佐に就任。

## 受賞歴
- 2019年、世界脳神経外科学会連盟からMedal of Honor[5]
- 2019年、米国外科学会（英語: American College of Surgeons）からHonorary Fellowship[6]
- 2021年、米国脳神経外科医協会（英語:  American Association of Neurological Surgeons）からInternational Lifetime Recognition Award[7]